# Pierre Dupont (botaniste)
Pour les articles homonymes, voir Pierre Dupont et Dupont.
Pierre Dupont, né le 3 juin 1925 et mort le 22 janvier 2017 , est un botaniste français, professeur au Laboratoire d'écologie et de phytogéographie de l'Université de Nantes.

## Publications

### Ouvrages
- Pierre Dupont, Les plantes vasculaires atlantiques, les pyrénéo-cantabriques et les éléments floristiques voisins dans la péninsule ibérique et en France, Royan, Société Botanique du Centre-Ouest, 2015, 495 p.
- Pierre Dupont, Atlas floristique de la Loire-Atlantique et de la Vendée : État et avenir d’un patrimoine. 2 tomes, Nantes, Éditions Siloë, SSNOF, CBN de Brest., 2001, 175 + 559.
- Pierre Dupont, Atlas partiel de la Flore de France, Paris, Muséum national d’histoire naturelle, 1990, 442 p. (lire en ligne)
- Pierre Dupont, Index synonymique de la flore des régions occidentales de la France : plantes vasculaires, Saint-Sulpice-de-Royan, Société botanique du Centre-Ouest, 1986, 246 p.
- Pierre Dupont, La flore atlantique européenne : introduction à l'étude phytogéographique du secteur ibéro-atlantique, Masson, 1960, 413 p.

### Articles
- Pierre Dupont, « La végétation des dunes et de la lagune de la Belle Henriette (Vendée). Intérêt, évolution, conséquences de la fermeture de la lagune en 1971 et de la tempête de février 1990. », Bulletin de la Société botanique du centre-ouest, Saint-Sulpice-de-Royan, Société botanique du Centre-Ouest, t. 4,‎ 1993 (ISSN 0154-9898, lire en ligne).